# Shane Carruth
Shane Carruth (Myrtle Beach, Carolina del Sur; 1 de enero de 1972) es un director, productor, escritor, editor y actor estadounidense. Es el director, escritor, productor, editor, compositor y actor principal de la galardonada película de ciencia ficción Primer (2004), su ópera prima. Su segunda película, Upstream Color (2013), fue una cinta experimental de ciencia ficción en la que también actuó. Además compuso la música de ambas películas. En reconocimiento al abstracto arte del director, el reconocido director Steven Soderbergh afirmó en una entrevista con Entertainment Weekly: "Veo a Shane como un hijo ilegítimo de David Lynch y James Cameron".

## Filmografía

### Cine y televisión
| Año  | Título                               | Rol      | Rol       | Rol      | Rol        | Rol   |
| Año  | Título                               | Director | Productor | Escritor | Compositor | Actor |
| ---- | ------------------------------------ | -------- | --------- | -------- | ---------- | ----- |
| 2004 | Primer                               | Sí       | Sí        | Sí       | Sí         | Sí    |
| 2013 | Upstream Color                       | Sí       | Sí        | Sí       | Sí         | Sí    |
| 2014 | Everything & Everything & Everything |          |           |          |            | Sí    |
| 2015 | We'll Find Something                 |          |           |          |            | Sí    |
| 2015 | Memory Box                           |          |           |          |            | Sí    |
| 2016 | The Girlfriend Experience            |          |           |          | Sí         | Sí    |
| 2016 | Swiss Army Man                       |          |           |          |            | Sí    |
| 2017 | Breakthrough                         | Sí       |           |          |            |       |
| 2022 | The Modern Ocean                     | Sí       | Sí        | Sí       | Sí         | Sí    |